# ستيفن كولينز
ستيفن كولينز (بالإنجليزية: Stephen Collins)‏ مواليد 1 أكتوبر 1947 في دي موين، الولايات المتحدة، هو ممثل أمريكي بدأ مسيرته الفنية سنة 1974. امتدت مسيرته الفنية لأكثر من 40 عاما.

## الأعمال

### مسلسلات
| السنة | العمل                                  | الدور          |
| ----- | -------------------------------------- | -------------- |
| 1975  | ذا والتونز                             | تود كلارك      |
| 1978  | مسلسل ملائكة تشارلي                    |                |
| 1994  | سكارليت                                | أشلي ويلكس     |
| 1996  | الجنة السابعة                          |                |
| 2006  | فيلادلفيا دائما مشمسة                  |                |
| 2008  | القانون والنظام: الوحدة الخاصة للضحايا | بيرسون بارتليت |
| 2010  | الاخوة والاخوات                        | تشارلي         |
| 2011  | المكتب                                 |                |
| 2013  | السماوات المتساقطة                     |                |
| 2013  | فضيحة                                  |                |
| 2013  | ذا فوسترز                              |                |
| 2013  | الخادمات المخادعات                     |                |
| 2013  | ريفلوشن                                |                |

## روابط خارجية
- ستيفن كولينز على موقع IMDb (الإنجليزية)
- ستيفن كولينز على موقع ميتاكريتيك (الإنجليزية)
- ستيفن كولينز على موقع روتن توميتوز (الإنجليزية)
- ستيفن كولينز على موقع ألو سيني (الفرنسية)
- ستيفن كولينز على موقع ميوزك برينز (الإنجليزية)
- ستيفن كولينز على موقع تيرنر كلاسيك موفيز (الإنجليزية)
- ستيفن كولينز على موقع أول موفي (الإنجليزية)
- ستيفن كولينز على موقع قاعدة بيانات برودواي على الإنترنت (الإنجليزية)
- ستيفن كولينز على موقع قاعدة بيانات الأفلام السويدية (السويدية)
- ستيفن كولينز على موقع إن إن دي بي (الإنجليزية)